# Antonow An-218
Die Antonow An-218 war ein Projekt des ukrainischen Flugzeugherstellers Antonow.

## Entwicklung
Der Entwurf sah ein Tiefdecker-Passagierflugzeug mit zwei Strahltriebwerken vor, das als Großraumflugzeug für Mittelstrecken ähnlich dem Airbus A330 ausgelegt war. Die Entwurfsarbeiten begannen 1991.
Die Detaillösungen der An-218 orientierten sich an denen der Typen An-124 und An-70 sowie der Tupolew Tu-204.
Die Fahrwerksauslegung und die Leistungsdaten waren so ausgelegt, dass die Maschine von denselben Flugplätzen wie eine Tupolew Tu-154M aus eingesetzt werden konnte. Neben Komfort, Fracht-Beladung und -entladung und Servicefreundlichkeit wurde auf den Kraftstoffverbrauch besonderes Augenmerk gelegt.
Es waren Varianten von 200 bis etwa 400 Passagiere geplant. Die Avionik orientierte sich an den modernsten Standards bis Cat. IIIA ICAO. Das Cockpit sollte mit sechs Bildschirmen ausgerüstet und entsprechend automatisiert sein.
Der ursprüngliche Zeitplan sah den Erstflug 1994 vor, die Zertifizierung sollte dann 1995 erfolgen. Das Projekt wurde jedoch vorher eingestellt.

## Projektierte Technische Daten
| Kenngröße                    | Daten                                                       |
| ---------------------------- | ----------------------------------------------------------- |
| Besatzung                    | 2 + Kabinenpersonal                                         |
| Passagiere                   | bis 400                                                     |
| Länge                        | 58,15 m                                                     |
| Spannweite                   | 50,00 m                                                     |
| Höhe                         | 15,60 m                                                     |
| Flügelfläche                 | 270 m²                                                      |
| Flügelstreckung              | 9,3                                                         |
| Rumpfdurchmesser             | 5,62 m                                                      |
| max. Startmasse              | 170.000 kg                                                  |
| Leermasse                    | 90.500 kg                                                   |
| max. Nutzlast                | 42.000 kg                                                   |
| Antrieb                      | zwei ZMKB Progress Iwtschenko D-18TM mit je 243,25 kN Schub |
| Reisegeschwindigkeit         | 860 km/h                                                    |
| Dienstgipfelhöhe             | >11.000 m                                                   |
| max. Reichweite              | bis 9.400 km                                                |
| Reichweite mit max. Zuladung | 4.570 km                                                    |
| Lebensdauer der Zelle        | 60.000 Flugstunden                                          |